# جامعتین
جامعتَیْن عنوانی است که به دو تشکل همفکر و ائتلاف دو گروه مؤثر گروه‌های مذهبی - سیاسی روحانیون ایرانی شامل جامعهٔ روحانیت مبارز (جامعهٔ روحانیت) و جامعهٔ مدرسین حوزهٔ علمیهٔ قم (جامعهٔ مدرسین) گفته می‌شود.
این دو تشکل از یکدیگر مستقل است ولی به دلیل گرایش نزدیک به هم با گرایش فکری اصولگرایی، در انتخابات‌ها معمولاً از یک نفر حمایت می‌کنند و فهرست واحد می‌دهند. برای همین ائتلاف‌ها و حمایت‌های یکپارچهٔ این دو جامعه را با عنوان «جامعتین» یاد می‌کنند. این دو انجمن یک لیست مشترک انتخاباتی برای انتخابات مجلس خبرگان ایران در سال ۲۰۰۶ اعلام کردند و ۶۹ کرسی از ۸۶ کرسی را به دست آوردند. در انتخابات ۲۰۱۶، این دو انجمن به ائتلافی نرسیدند و لیست‌های متفاوتی صادر کردند و در نهایت ۶۴–۶۶ کرسی از ۸۸ کرسی را به دست آوردند.
آنها همچنین بر شورای نگهبان تسلط دارند.